# 孟繁驥
孟繁驥（1909年1月2日—1990年6月26日），字雪生，山東鄒縣人。孟子七十四代孫，中華民國第二任亞聖奉祀官，在鄒縣創辦私立亞聖孟氏小學，隨政府撤離大陸遷居臺灣。

## 生平

### 早年
光绪三十四年戊申十二月十一日，孟繁驥誕生於鄒縣南關亞聖府；父親孟慶棠依兄终弟及繼承翰林院五经博士，將他过继給已故兄長孟慶桓，繼承大宗宗祧。孟繁驥幼承家學，除了學習四书五经典籍，先後在天津南开大学附屬中學、山东大学畢業；與清末山东咨议局副議長王景禧的女兒王淑芳結婚，一家住在翰林博士居所世恩堂。國民革命軍北伐期間，蔣中正途經鄒縣，在民國十七年（1928年）四月參拜孟庙；由於連年民国军阀戰亂使孟廟有遭戰火破壞風險，蔣中正親筆寫一紙「保護孟廟不准駐兵」手令給孟繁驥，這份墨寶被孟家收藏。民國二十四年（1935年），國民政府任命孟慶棠為首任亞聖奉祀官。同年夏，因族人捐款五百銀圓，孟繁驥命族長孟毓宸、孟傳臚、孟廣雲等重修孟廟享殿，不滿一個月竣工，也同其他奉祀官參與《孔子世家谱》續修。

### 戰時生涯

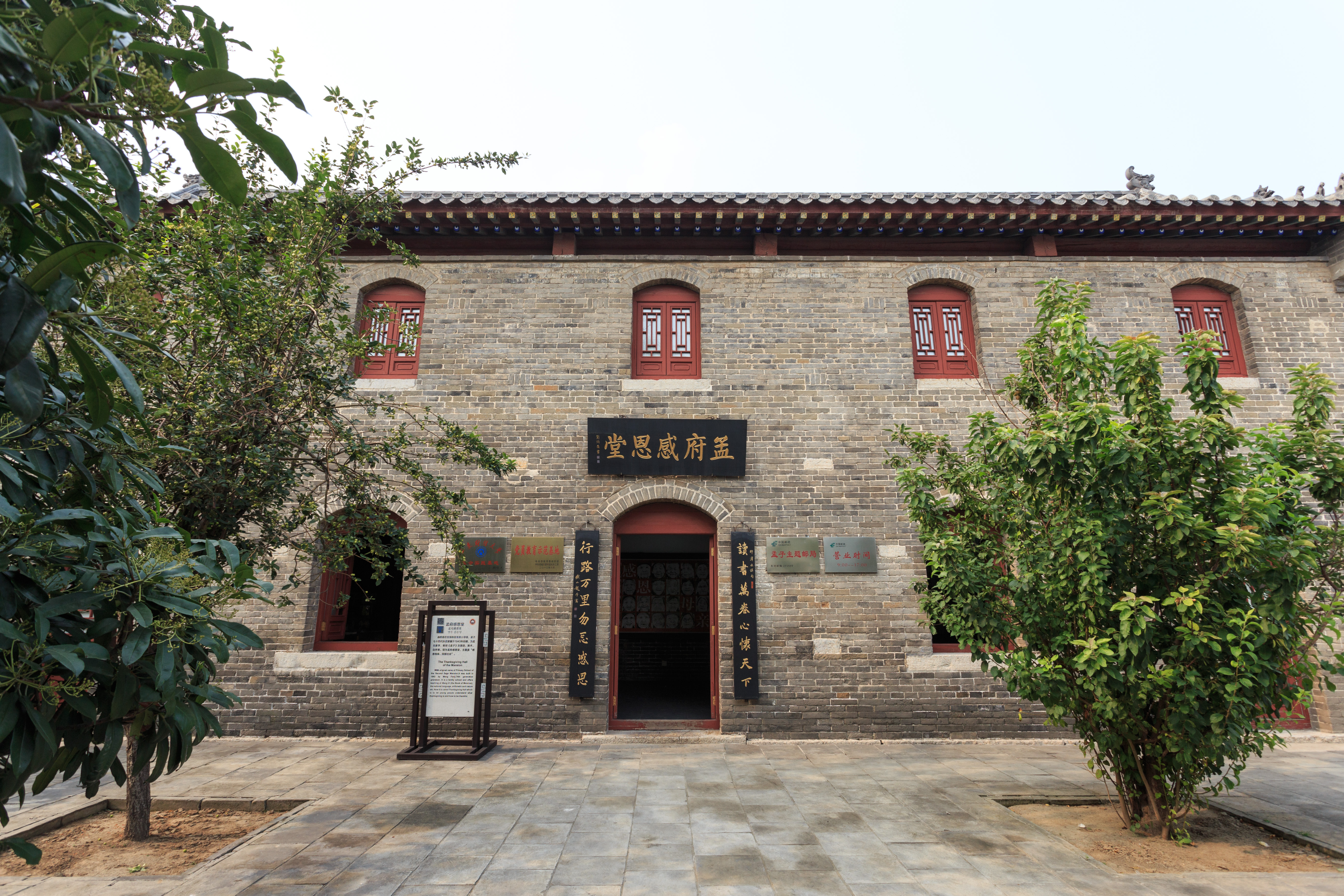
亞聖府小學樓原址，現為孟府感恩堂

中国抗日战争爆發後，孟繁驥等決定留在鄒縣，未隨政府撤退。日本军在民國二十七年（1938年）佔領鄒縣後行懷柔政策，對孟慶棠一家予以禮遇、下令保護孟廟與孟府；孟慶棠稱病不出，讓孟繁驥代理奉祀官府事務。孟繁驥的大舅子王小隱（字梓生）曾任孔府秘書，由於會說日语當過日軍翻譯，此時轉任亞聖奉祀官秘書處主任；汪精卫国民政府請王小隱擔任兗濟道尹、副議長等公職，他都推辭，不過也曾多次出席日軍慰靈祭等日方組織的文化活動。而孟繁驥表面上配合日本，一方面利用日方尊孔政策保全古蹟，一方面庇護到孟府避難的鄉親，先後有數百人，並以提供補給、情報等方式，暗中支持重慶政府組織的抗日游击队。民國三十二年（1943年）因颱風災情影響孟林，孟繁驥在後宅修建一座亞聖府小學樓，參照私塾創辦私立亞聖孟氏小學自兼校長；除了現代基础教育如國語、算術、自然科目是聘任教師授課之外，他也親自在高年級主講《孟子》課程，有宗親及孟府職員子弟等男女學生四、五十人入學。
第二次国共内战期間，孟繁驥辦學難以為繼，離開鄒縣前往兗州避難，隨即因生活窮困遷居南京市；孟慶棠已在抗戰期間過世，儘管孟繁驥在民國二十八年（1939年）就已接手奉祀官事務，在公文中經族人、制憲國民大會代表孟傳楹等人擔保「在鄒縣淪陷期間、襲職前後，未參加任何不法團體」，才正式就任亞聖奉祀官。民國三十八年（1949年）孟繁驥攜夫人子女遷居臺灣，而弟弟孟繁驄及其三子孟祥同、孟祥居、孟祥尹都留在中国大陆；孟氏小學校友有數十人來台，多在教育、新闻、軍政等領域任職。中华人民共和国成立之後，將孟府轉型成收藏出土文物的展覽館，列入全国重点文物保护单位；而孟氏小學遷出亞聖府小學樓成為南關小學前身、後又改名邹城市孟子小學，並擴大規模，將附近學校併入分為南北校區。

### 遷台以後

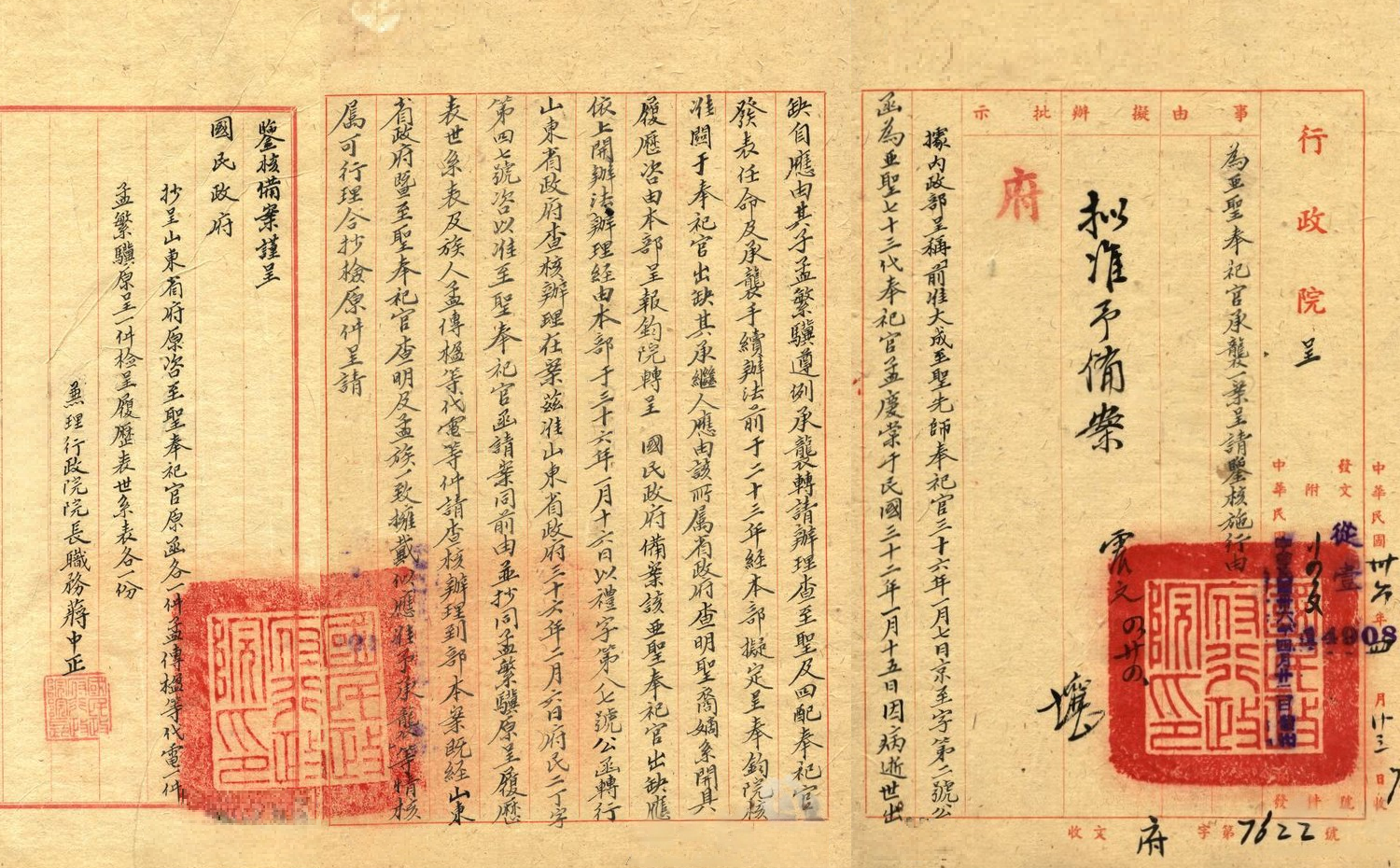
國史館藏呈報由孟繁驥呈襲亞聖奉祀官的行政院公文

中華民國政府遷台之後，亞聖奉祀官作為公務員的薪俸得以保留，不過由於奉祀官府付之闕如，改為配祭孔庙。在農曆四月初二的孟子誕辰紀念日，兩千多家孟子後裔會齊聚臺北市中山堂光復廳，由孟繁驥主持祭祀大典。春節期間，孟繁驥除了和家人包饺子之外，會照故鄉習俗做風乾雞、肉凍等家鄉菜；直到晚年依然說山东话、在家從不講國語，常向兒孫說鄒縣舊事，即使年輕一代晚輩聽不懂。民國五十五年（1966年），大成至聖先師奉祀官孔德成因呈文讓次子孔维宁免試入學，曾引起媒體及監察院關切；同年十二月孟繁驥因病休養期間，當時任職彰化縣湖東國小的次子孟祥肅，欲援例就讀臺灣省立師範大學，而中華民國教育部不予核准。
孟繁驥在民國五十七年（1968年）成立臺北市孟氏宗親會，出任會長，在此前後受推選為孔孟學會理事、鄒縣旅台同鄉聯誼會會長；在任期間應國內外大學與學術機構邀請，出席演講及儒學會議，此外也主持鄉親婚喪喜慶聯誼。民國七十年（1981年）八月，同旅台山東人臧元驟等設立「秦啟榮烈士紀念基金會」任常務理事，以紀念鄒縣人、军事委员会别动军第五縱隊司令秦啟榮，其與中国共产党爭奪勢力範圍過程中遭八路军擊斃；孟繁驥與秦啟榮生前有交情，抗戰時曾讓他以孟府作為掩護組織游击队，為此緬懷道「一死一生，乃見交情」。同年十一月，孔德成、曾憲禕、孟繁驥於臺灣多次召開會談，促成在翌年（1982年）於美國旧金山金门公园音樂廣場舉行祭孔大典。倪摶九曾在五月母亲节，節錄《孟子》警句作一首「亞聖孟子二三五五歲誕辰頌」致贈孟繁驥，後在葉醉白少將的「天馬龍書」聯展中一起展出。
民國七十六年（1987年）三月，孟繁驥透過日本友人聯繫在鄒縣的親友；同年七月總統蔣經國宣布解除臺灣省戒嚴令以後，又在翌年託人送去照片、金錢、磁带、雍正本《三遷志》等等。

### 過世
孟繁驥在中年後患糖尿病、高血壓，雖服藥控制並調整生活習慣，健康狀況時好時壞；八十歲以後輕微中風艱於行動，不過依然每天收看新聞頻道、閱讀報紙關注時事動態。民國七十九年（1990年）六月十四日，因身體不適在臺北市宏恩醫院住院治療；同月二十六日上午十點，因心臟、腎等器官併發症在睡夢中病逝，子女隨侍在側，享壽八十三歲。

## 家庭
- 妻：王淑芳，山東费县人，出身瑯邪王氏[30]；清末翰林院編修、山东咨议局副議長王景禧第四女，民國五十二年（1963年）病逝於臺灣，享年六十歲[31][32][33]。
- 子女：
  - 長子：孟祥協，第三任亞聖奉祀官，肄業於陸軍財務學校[30]；永和金銀棋社導師、圍棋七段，終身未娶[34][35]。
  - 次子：孟祥肅，畢業於彰化縣省立員林實驗中學師範科，任教二十餘年[23][30]。
  - 次媳：魏淑芬，彰化員林人，育有一子孟令繼、一女孟令綖[30]。
    - 孫子：孟令繼，畢業於中國文化大學文學院史學系[36]；城邦文化《PChome電腦家庭》雜誌執行編輯，夫人陳慈慧[37][38]。
    - 孫女：孟令綖

  - 三子：孟祥孚[39]
  - 女兒：孟蓮君[39]
  - 女婿：盧義勇，天津人，中華民國空軍退役上校，中正國際航空站組長退休[40][41]。
    - 外孫女：盧瑞琪[42]